# Dreams (Miz)
Dreams – pierwszy japoński album Miz nagrany po angielsku.

## Lista utworów
1. "Story Untold"
2. "You Can Do Anything (Ordinary Girl)"
3. "If You Run"
4. "Dreams"
5. "New Day"
6. "Not You"
7. "Waiting"
8. "Strong"
9. "Lay Your Love On Me"
10. "Can't Hold Back My Tears"